# Miacidae
Miacidae (Мијацидае — „мали шиљци”) је неважећи кладус и изумрла парафилетска породица плацентални сисара која се више не користи у научној класификацији. Ова породица је била дио кладуса Carnivoraformes, и у периоду од раног палеоцена до касног еоцена је настањивала подручје Европе, Азије и Сјеверне Америке. Стручни назив за чланове ове породице сисара је мијациди.

## Етимологија назива
| Породица: | Поријекло назива од:                                  | Значење назива: |
| --------- | ----------------------------------------------------- | --------------- |
| Miacidae  | - типског рода Miacis - и таксономског наставка -idae | мали шиљци      |

## Опис
Представници ове парафилетске породице плацентални сисара су били мали месоједи и сваштоједи који по свом изгледу наликовали на куне, мунгосе и цибетке. Имали су дуго и витко тијело са дугим репом. По величини су достизали димензије од мале ласице до којота. Ови сисари су као и звјери посједовали карнасалне зубе (тј. зубе дераче). Ти зуби су модификовани четврти горњи преткутњаци (P4) и први доњи кутњаци (m1).

## Понашање и палеоекологија
Представници парафилетске породице Miacidae су били окретни предатори прилагођени пењању по дрвећу. Ови сисари су се хранили са малим плијеном (углавном са инсектима, али и са малим сисарима, малим птицама, малим гмизавцима и сл.), јајима и са воћем , и живјеле су слично као данашње цибетке, мунгоси и куне.

## Еволуција
Најранији представници ове групе сисара су се појавили на подручју данашње Сјеверне Америке крајем палеоцена, одакле су се проширила на подручје Европе и Азије.

## Систематика

### Историја класификације
Породица Miacidae је раније била уврштавана као монофилетска породица унутар натпородице Miacoidea и реда Carnivora (звијери) и сматрана је за групу из које су се директно развили представници подреда Caniformia. У каснијим истраживањима се пак утврдило сљедеће:
- да је ово парафилетска породица сисара ван реда Carnivora,
- да представници реда Carnivora воде поријекло из ове групе,
- и да су неки представници из ове породице сисара у ствари представници реда звијери.

Данас се ова парафилетска породица сисара користи у научним текстовима само да би се посебно издвојили сви родови и врсте изумрли сисара из кладуса Carnivoraformes који нису дио реда Carnivora.

### Класификација
Класификација парафилетске породице Miacidae:
| - Породица: †Miacidae (Cope, 1880) - Род: †Chailicyon (Chow, 1975) - Род: †Eogale (Beard & Dawson, 2009) - Род: †Gracilocyon (Smith & Smith, 2010) - Род: †Harpalodon (Marsh, 1872) - Род: †Lycarion (Matthew, 1909) - Род: †Messelogale (Springhorn, 2000) - Род: †Miacis (Cope, 1872) - Род: †Miocyon (Matthew, 1909) - Род: †Neovulpavus (Wortman, 1901) - Род: †Oodectes (Wortman, 1901) - Род: †Palaearctonyx (Matthew, 1909) - Род: †Paramiacis (Mathis, 1985) - Род: †Paroodectes (Springhorn, 1980) - Род: †Procynodictis (Wortman & Matthew, 1899) - Род: †Prodaphaenus (Wortman & Matthew, 1899) - Род: †Quercygale (Kretzoi, 1945) - Род: †Simamphicyon (Viret, 1942) - Род: †Tapocyon (Stock, 1934) - Род: †Uintacyon (Leidy, 1872) - Род: †Vassacyon (Matthew, 1909) - Род: †Vulpavus (Marsh, 1871) - Род: †Xinyuictis (Zheng, 1975) - Род: †Zodiocyon (Tong & Wang, 2006) |

### Филогенија
Доље приказан кладограм представља филогенетске везе породице Miacidae.

|                 | †Viverravidae                                           |
|                 |                                                         |
| ?               | †Ravenictis                                             |
|                 | †Ravenictis                                             |
| ?               | †"Sinopa" insectivorus                                  |
|                 | †"Sinopa" insectivorus                                  |
| Carnivoraformes | \| \| Carnivora \| \| \| \| \| \| †Miacidae \| \| \| \| |
|                 | \| \| Carnivora \| \| \| \| \| \| †Miacidae \| \| \| \| |
|                 | Carnivora                                               |
|                 |                                                         |
|                 | †Miacidae                                               |
|                 |                                                         |

|  | Carnivora |
|  |           |
|  | †Miacidae |
|  |           |

|                 | †Viverravidae                                           |
|                 |                                                         |
| ?               | †Ravenictis                                             |
|                 | †Ravenictis                                             |
| ?               | †"Sinopa" insectivorus                                  |
|                 | †"Sinopa" insectivorus                                  |
| Carnivoraformes | \| \| Carnivora \| \| \| \| \| \| †Miacidae \| \| \| \| |
|                 | \| \| Carnivora \| \| \| \| \| \| †Miacidae \| \| \| \| |
|                 | Carnivora                                               |
|                 |                                                         |
|                 | †Miacidae                                               |
|                 |                                                         |

|  | Carnivora |
|  |           |
|  | †Miacidae |
|  |           |

|                 | †Viverravidae                                           |
|                 |                                                         |
| ?               | †Ravenictis                                             |
|                 | †Ravenictis                                             |
| ?               | †"Sinopa" insectivorus                                  |
|                 | †"Sinopa" insectivorus                                  |
| Carnivoraformes | \| \| Carnivora \| \| \| \| \| \| †Miacidae \| \| \| \| |
|                 | \| \| Carnivora \| \| \| \| \| \| †Miacidae \| \| \| \| |
|                 | Carnivora                                               |
|                 |                                                         |
|                 | †Miacidae                                               |
|                 |                                                         |

|  | Carnivora |
|  |           |
|  | †Miacidae |
|  |           |

|                 | †Viverravidae                                           |
|                 |                                                         |
| ?               | †Ravenictis                                             |
|                 | †Ravenictis                                             |
| ?               | †"Sinopa" insectivorus                                  |
|                 | †"Sinopa" insectivorus                                  |
| Carnivoraformes | \| \| Carnivora \| \| \| \| \| \| †Miacidae \| \| \| \| |
|                 | \| \| Carnivora \| \| \| \| \| \| †Miacidae \| \| \| \| |
|                 | Carnivora                                               |
|                 |                                                         |
|                 | †Miacidae                                               |
|                 |                                                         |

|  | Carnivora |
|  |           |
|  | †Miacidae |
|  |           |